# Giorgi Guruli
Giorgi Guruli (in georgiano გიორგი გურული?; Kutaisi, 31 luglio 1988) è un ex calciatore georgiano, di ruolo difensore.

## Carriera
Ha giocato nella prima divisione georgiana. Inoltre, ha anche giocato 15 partite di qualificazione per l'Europa League, realizzandovi anche una rete.

## Palmarès

### Club

#### Competizioni nazionali
- Campionato georgiano: 2

Dinamo Tbilisi: 2015-2016
Torpedo Kutaisi: 2017
- Coppa di Georgia: 2

Dinamo Tbilisi: 2015-2016
Torpedo Kutaisi: 2016
- Supercoppa di Georgia: 2

Dinamo Tbilisi: 2015
Torpedo Kutaisi: 2018